# Callicore cynosura
Callicore cynosura  es una especie de lepidóptero perteneciente a la familia Nymphalidae. Es originario de Sudamérica, donde se distribuye por Colombia, Ecuador, Perú, Bolivia y Brasil.